# إنريكي غيريرو سالوم
إنريكي غيريرو سالوم هو كاتب وسياسي إسباني، ولد في 28 أغسطس 1948 في Carcaixent ‏. نشط حزبياً في الحزب الاشتراكي العمالي الإسباني. وقد انتخب  (12 أبريل 1991 – 3 سبتمبر 1993) وفي انتخابات البرلمان الأوروبي 2009، انتخب عضو في البرلمان الأوروبي عن دائرة إسبانيا لترشحه ضمن قائمة الحزب الاشتراكي العمالي الإسباني، وقد انضم خلال فترته النيابية (14 يوليو 2009 – 30 يونيو 2014) للكتلة البرلمانية التحالف التقدمي للاشتراكيين والديمقراطيين وفي انتخابات البرلمان الأوروبي 2014، انتخب عضو في البرلمان الأوروبي عن دائرة إسبانيا لترشحه ضمن قائمة الحزب الاشتراكي العمالي الإسباني، وقد انضم خلال فترته النيابية (1 يوليو 2014 – 1 يوليو 2019) للكتلة البرلمانية التحالف التقدمي للاشتراكيين والديمقراطيين.